# Villafranca de Córdoba
Villafranca de Córdoba és una localitat de la província de Còrdova, Andalusia, Espanya.

## Geografia
El nucli urbà se situa en la ribera dreta del riu Guadalquivir i al peu de Sierra Morena. La seva morfologia urbana respon als denominats "pobles de plana", perquè manca d'emplaçament defensiu, ja que la seva fundació es va produir quan la frontera entre cristians i musulmans es trobava molt allunyada i, per tant, a l'abric d'atacs. Destaca la finca la Huertezuela 

## Història
S'han trobat restes arqueològiques d'època prehistòrica, i fins i tot es relaciona a la localitat amb la romana "Sacilis" (o "Cecilia"), existint un tram de la Via Augusta en els seus voltants. Però el seu actual emplaçament és d'origen medieval, quan en el segle xiv Pere I de Castella la va cedir al seu "Repostero Major", Martín López de Còrdova, amb llicència per a poblar-la amb nous veïns, l'assentament dels quals va ser estimulat amb privilegis i franquícies, d'on procedeix el seu nom actual, que en principi va ser "Villafranca del Cascajar". Després va passar a l'Orde de Calatrava i més tard als Fernández de Còrdova, per a acabar integrant-se en la casa de Medinaceli ja en el segle xviii.

## Demografia
| 1996  | 1998  | 1999  | 2000  | 2001  | 2002  | 2003  | 2004  | 2005  | 2006  |
| ----- | ----- | ----- | ----- | ----- | ----- | ----- | ----- | ----- | ----- |
| 3.777 | 3.748 | 3.686 | 3.625 | 3.663 | 3.707 | 3.702 | 3.758 | 3.893 | 4.074 |